# 琳賽·希普斯
琳賽·蜜雪兒·希普斯（英語：Lindsey Michelle Heaps，1994年5月26日—），本姓霍蘭（Horan），是美国職業女子足球运动员，現效力法國甲組女子足球聯賽球隊奧林匹克里昂並擔任美國國家女子足球隊隊長。她曾代表美国参加2016年和2020年夏季奥林匹克运动会足球比赛，其中2020年奥运会获得一枚铜牌。

## 外部連結
- 琳賽·希普斯在國家女子足球聯賽
- 琳賽·霍蘭 （页面存档备份，存于）在巴黎聖日耳曼女子足球俱樂部
- 琳賽·霍蘭 （页面存档备份，存于）在波特蘭荊棘
- 琳賽·希普斯的X（前Twitter）